# Rustam Duloev
Rustam Duloev (Külob, 15 aprile 1961) è un tenore italiano di origine tagika.

## Biografia
Dopo aver compiuto i suoi studi presso il conservatorio Čajkovskij di Mosca ed essersi diplomato al Conservatorio di Tashkent, ha debuttato al Teatro Nazionale dell'Opera di Dušanbe (ex URSS) presso il quale ha lavorato per due anni ricoprendo ruoli sia nel repertorio russo sia in quello italiano. Divenuto primo tenore, ha partecipato a numerose tournée in diversi teatri dell'Unione Sovietica, tra cui il Kirov (San Pietroburgo), il Gelikon (Mosca), e i teatri dell'Opera di Tbilisi, Baku, Tashkent, Almaty. È stato diretto da Vladimir Weiss e da Gelavani (direttore d'orchestra e regista del Teatro Bol'šoj) nei ruoli di Don Josè in "Carmen" e del Duca di Mantova in "Rigoletto" presso il Teatro dell'Opera di Dušanbe.
Giunto poi in Italia, ha ottenuto il diploma dell'Accademia d'Arte Lirica di Osimo, dalle mani della direttrice artistica, il soprano Rajna Kabaivanska. In seguito si è perfezionato a Milano con il maestro Vittorio Terranova in tecnica vocale e con i maestri L. Baragiola e A. Tonini. In Italia si è esibito in teatri e sale di diverse città (Milano, Cremona, Lodi, Parma, Piacenza, Ancona, Osimo). In Tagikistan si è esibito in concerti ufficiali alla presenza dei principali capi di Stato internazionali fra cui Vladimir Putin e Mohammad Khatami.
Fra gli ultimi impegni, una tournée promossa dall'UNESCO che ha previsto, fra gli altri, un Concerto di Gala presso il Teatro Bolshoj, presso l'Opéra Garnier di Parigi, presso il Palazzo dell'Unesco ed una partecipazione come cantante principale nella rappresentazione teatrale "Persae" della compagnia londinese Thiasos Company.

## Premi
È stato insignito della più alta onorificenza della repubblica del Tagikistan "Narodni Artist Republiki" (artista nazionale della repubblica) ed ha inciso due brani nel cd "Falak: the voice of destiny" edito da Topic Music/British Library Archives - London, recensito anche in Italia.

## Repertorio
Si esibisce prevalentemente come tenore lirico interpretando Il Duca (Rigoletto) - Alfredo (La traviata) - Rodolfo (La bohème) - Pinkerton (Madama Butterfly) - Lenskij (Eugenio Onieghin), tuttavia ha recentemente arricchito il suo repertorio con ulteriori interpretazioni come Cavaradossi (Tosca) - Calaf (Turandot) - German (La dama di picche) - Canio (Pagliacci). Il suo repertorio prevede arie tratte dalle principali opere italiane (prevalentemente Verdi e Puccini) oltre che brani di musica popolare russa e napoletana.